# 1945 (numero)
Millenovecentoquarantacinque (1945) è il numero naturale dopo il 1944 e prima del 1946.

## Proprietà matematiche
- È un numero dispari.
- È un numero semiprimo.
- È un numero composto da 4 divisori: 1, 5, 389, 1945. Poiché la somma dei suoi divisori (escluso il numero stesso) è 395 < 1945, è un numero difettivo.
- È un numero nontotiente in quanto dispari e diverso da 1.
- È un numero fortunato.
- È un numero intero privo di quadrati.
- È un numero odioso.
- È parte delle terne pitagoriche (264, 1927, 1945), (793, 1776, 1945), (945, 1700, 1945), (1167, 1556, 1945), (1945, 4668, 5057), (1945, 75648, 75673), (1945, 378300, 378305), (1945, 1891511, 1891513).

## Astronomia
- 1945 Wesselink è un asteroide della fascia principale del sistema solare.

## Astronautica
- Cosmos 1945 è un satellite artificiale russo.